# 잭 티보

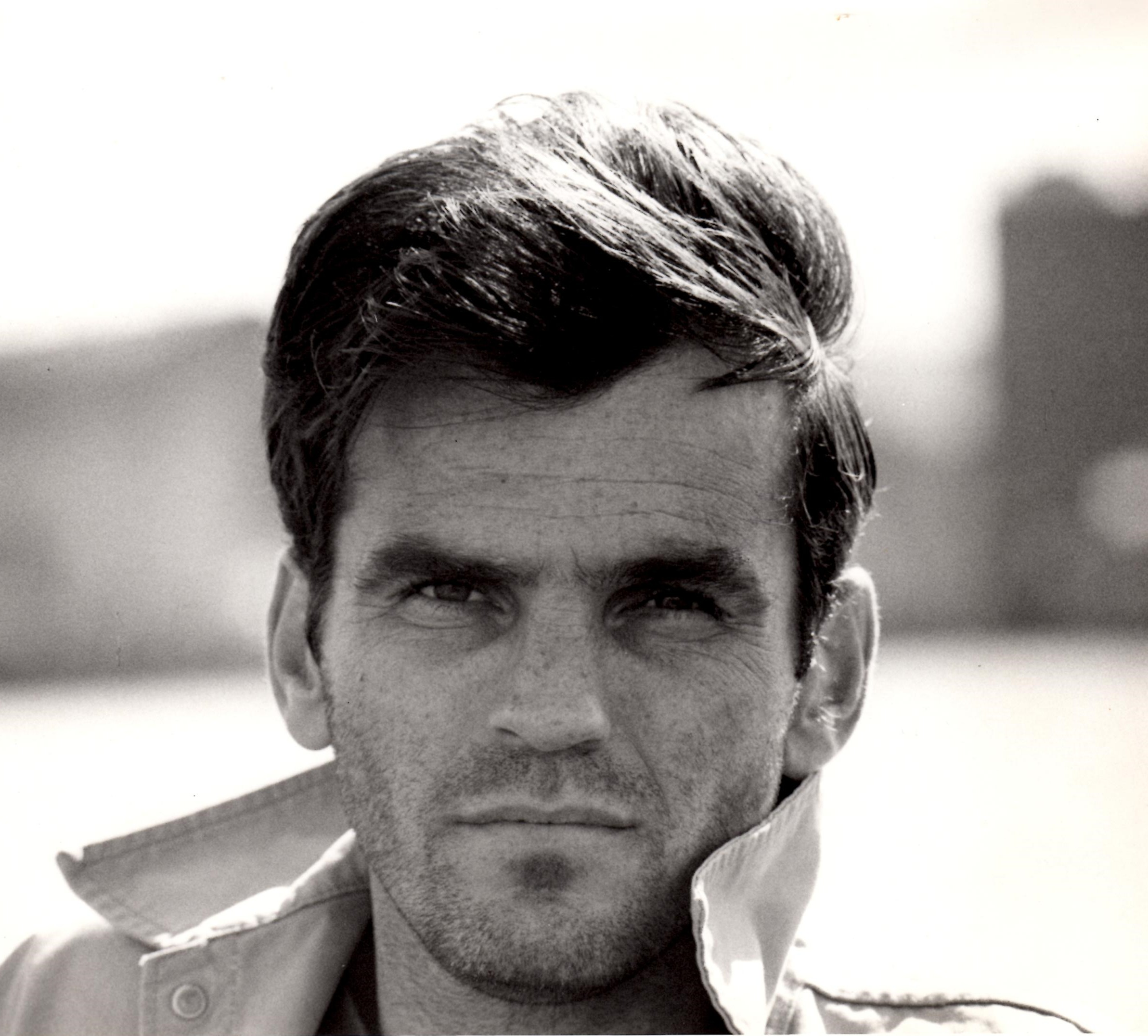

잭 티보(Jack Thibeau, 영어 발음: /ˈtiːboʊ/, 1946년 6월 12일 ~ )는 미국의 배우이다.

## 출연 작품
- 액션 잭슨 (1988년)
- 사이공 (1988년)
- 체리 2000 (1987년)
- 힛처 (1986년)
- 남과 북 2 (1986년)
- 비상 경보 (1985년)
- 정의의 거리 (1985년)
- 케네디가의 신화 (1985년)
- 더티 해리 4 - 써든 임팩트 (1983년)
- 복수의 립스틱 (1981년)
- 알카트라즈 탈출 (1979년)
- 지옥의 묵시록 (1979년) - 도랑에 빠진 병사 역

### 텔레비전
- 마이애미의 두 형사 (1984년)
- 샌프란시스코 수사반 (1972년)